# زرشکی

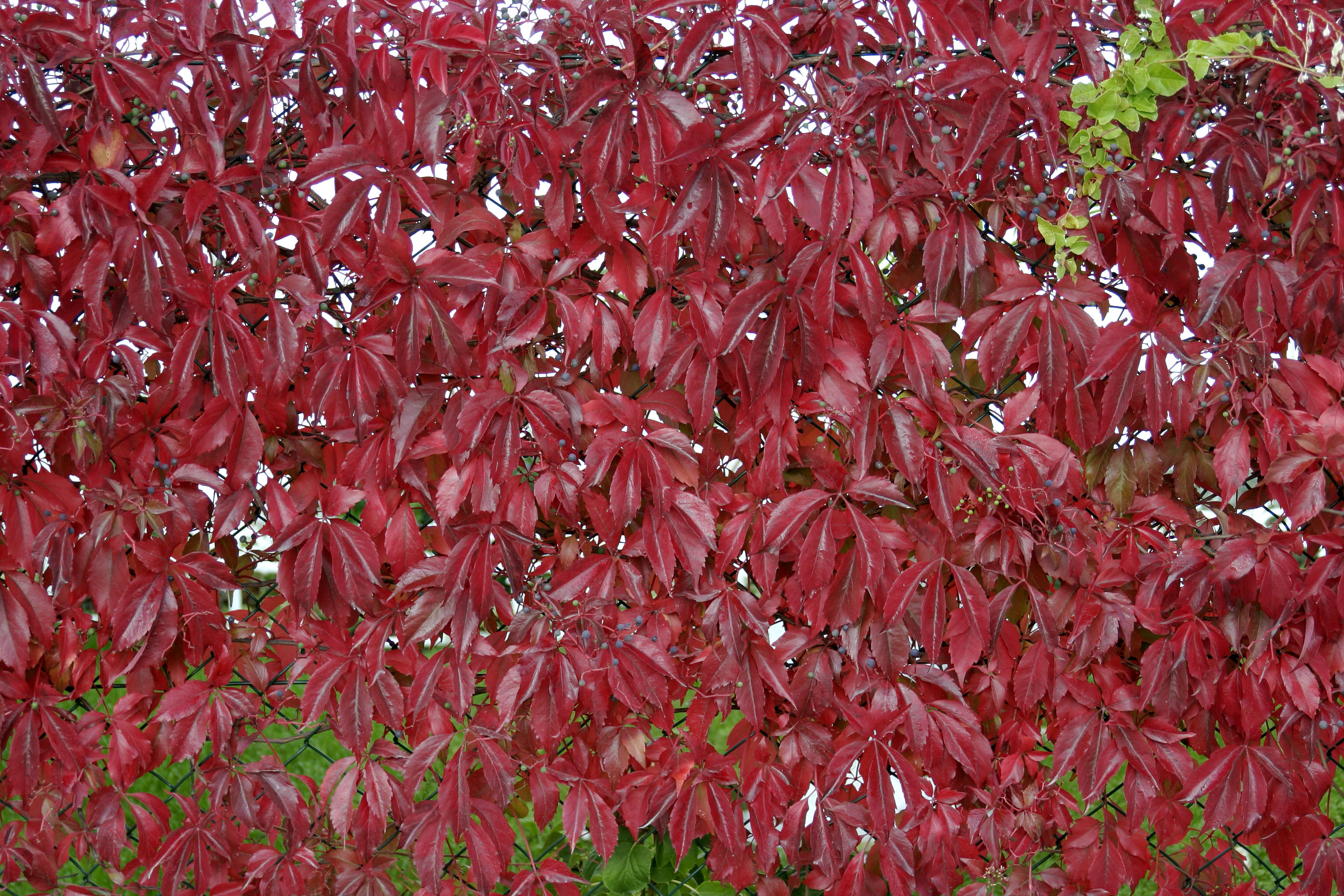
زرشکی از قرمز سیرتر است

زرشکی رنگ سرخ سیر است که اندکی آبی در آن هست و در نتیجه در میان دو رنگ سرخ و ارغوانی جای دارد. به رنگ زرشک.
در فارسی میانه به این رنگها «کرمست» می‌گفتند. که همریشه با Cramoisi فرانسوی است. «قرمز» معرب این واژه است و در زبان عربی به زرشکی قرمز میگویند ولی ترکها قرمز را برای رنگ سرخ به کار میبرند.